# 袁譚
袁譚（？—205年），字顯思，汝南郡汝阳县（今河南省商水县）人。東漢末軍閥袁紹的長子，是袁熙、袁尚同父異母的兄長，為人性剛好殺。

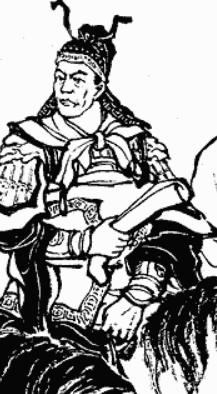
连环画《三国演义》（1957年版）中的袁谭画像

## 生平
早期袁譚過繼伯父（即父親袁紹的兄長）袁基，遠遠影響了日後的繼承之爭。

### 管治青州
袁紹打敗公孫瓚之後，令袁譚出守青州為都督，未為刺史，後曹操封其為青州刺史。建安元年（196年），北逐田楷，東攻孔融，領土大增，百姓欣喜。先前沮授認為袁譚管治青州「必為禍始」，但袁紹希望給孩子各據一州而不聽勸諫。
儘管袁譚能虛心地招賢納士；在逢黃巾軍亂青州時，遇上很多豪傑背叛，袁譚以官位懷柔平息。但其用人不當、到處擄掠、賞罰不公、隨心私欲等缺失，由此大失民心，司馬彪《九州春秋》對袁譚的惡政記載：
- 任用華彥、孔順奸佞為心腹，只喜歡聽對自己的美言美句，王修等賢士忠良只能擔任虛銜，所招到的賢士也不能預期赴職。
- 軍事上任命舅子統領軍隊，反而到處掠奪，市場及農田也不例外，因此貧民只能隱匿在山區，也被下令大肆搜捕。
- 徵兵較針對比較落後的縣區，而兵役也不能預期義務。
- 縣邑數萬戶口僅登錄數百餘戶，總收稅也不過預期的三分之一。
- 對貪污及結黨營私都不能定罪，清白人士反而被定罪。

建安四年（199年），欲迎接袁術，但為劉備所阻撓。建安五年（200年），劉備兵敗，經袁譚被引薦給袁紹。後袁紹在官渡之戰兵敗，袁譚和袁紹僅有八百騎渡河逃脫。

### 爭位失敗
建安七年（202年）袁紹憂憤而死。袁紹以袁尚美貌及後妻劉氏所喜愛而欲立為繼承人，但並未正式表態。眾人因袁譚為長子欲立為繼承人，但逢紀、審配一派與辛評、郭圖、袁譚一派不和，逢紀等因為懼怕袁譚即位後加害，私下改袁紹遺命，立袁尚繼位。袁譚不能繼位，自稱車騎將軍，屯黎陽。

### 兄弟內訌
袁尚不增兵給袁譚，更命令部下逢紀跟隨緊盯。袁譚要求配兵卻為審配所拒絕，一怒之下殺了逢紀，兄弟二人漸生嫌隙。同年，曹操攻袁譚，袁譚向袁尚求救，袁尚害怕袁譚得到士兵後不還，於是自領士兵救援。建安八年（203年），曹操攻黎陽、擊敗袁氏兄弟之聯軍，二人退守鄴城。曹操攻鄴，收割其麥田，遭袁尚击败。此時曹操依從郭嘉之計，先行撤軍靜待二人鬩牆。

### 聯曹攻弟
在抗曹戰役之後，袁譚要求袁尚供給鎧甲及士兵，但遭拒絕。在郭圖、辛評等人挑撥下，袁譚進攻袁尚，卻遭擊敗，退守南皮（今滄州南皮縣）。王修率兵來救，勸導兄弟應和睦，袁譚拒絕；劉表亦寫信給袁譚勸他與袁尚和好，但袁譚仍不接受。袁譚部下劉詢此時則在漯陰叛變，諸郡響應，唯獨東萊太守管統拋棄妻兒到南皮支持袁譚。及後袁尚大舉進攻，袁譚兵敗退回平原郡。袁尚圍城，袁譚於是派遣辛毗向曹操求援，但辛毗見曹操時反而建議曹操應以此機會吞併河北，曹操於是派大軍攻袁尚，袁尚立即退兵回救鄴城。此時袁尚部下呂翔、呂曠叛變歸順曹操，袁譚卻暗中刻將軍印綬意圖招降他們二人。曹操知道袁譚並非一心歸順自己，但為了不讓袁譚再與袁尚聯手，於是將其子曹整過娶袁譚女兒為媳婦以安其心。建安九年（204年），袁尚再攻平原，曹操派兵圍鄴解除袁譚之危。

### 叛曹被誅
曹操圍鄴期間，袁譚立即叛變，略取甘陵、安平、勃海、河間。攻擊袁尚於中山，袁尚敗走故安，跟從袁熙。袁譚吞併袁尚部眾，屯龍湊。曹操知道袁譚叛變後大加訓斥，歸還袁譚的女兒，又進攻平原，袁譚兵敗逃往南皮。烏桓峭王蘇僕延欲領五千騎援助袁譚，但為牽招所說服而不出兵。建安十年（205年），曹操興兵進攻南皮，袁譚奮力抵抗，戰事一度胶着，曹操也萌生退意，但在曹操族弟曹纯獻策，終使袁谭在曹操急攻之下戰敗，更在逃跑坠马之际被曹純麾下虎豹騎追及，袁谭说：“放过我！我能使你富贵。”还未说完就被虎豹骑枭首，曹操亦诛杀袁谭妻儿。战胜袁谭后，曹操十分高兴，自称万岁，还在马上跳舞。

## 部下
- 嚴敬，袁譚大將，黎陽之戰被樂進斬殺。
- 汪昭，《演義》人物，袁譚部將，與徐晃交戰數合，被斬於馬下。
- 岑壁，《演義》人物，袁譚部將，袁譚與袁尚內鬥，岑壁罵陣，袁尚大將呂曠拍馬舞刀，戰數合，岑壁被斬於馬下。
- 彭安，《演義》人物，袁譚部將，與徐晃交戰數合，被斬於馬下。
- 郭圖，支持袁譚繼位，南皮城破後被曹操斬殺一家。
- 辛評，因其弟辛毗內通曹操，以通敵罪名囚禁。后其家在邺城被审配所杀。
- 辛毗，被袁譚派遣向曹操求援，辛毗反而建議應以此機會吞併河北。
- 劉獻，別駕，曾經詆毀王修，後來遇上死刑反被王修脫罪。
- 王修，劉獻之後的別駕，袁譚攻袁尚戰敗後王修率兵來救，袁譚死後也為王修收葬。
- 劉詢，叛離袁譚，諸城響應。
- 管統，眾將叛離袁譚時唯一支持袁譚的太守，即使袁譚被殺後仍拒絕投降。
- 華彥、孔順，奸佞小人，被袁譚信以為腹心。

## 评价
- 刘表：「青州天性峭急，迷于曲直。」（《三国志·魏书六》）
- 审配：「将军忘孝友之仁，袭阏、沈之迹，放兵抄突，屠城杀吏，冤魂痛于幽冥，创痍被于草棘。又乃图获邺城，许赏赐秦胡，其财物妇女，豫有分数。」
- 曹操：「谭有小计。」（《三国志·魏书·武帝纪一》）
- 曹丕《典论》：「谭长而惠。」（《后汉书 ·卷七十四》）
- 司馬彪《九州春秋》：「谭始至青州，为都督，未为刺史，后太祖拜为刺史。其土自河而西，盖不过平原而已。遂北排田楷，东攻孔融，曜兵海隅，是时百姓无主，欣戴之矣。然信用群小，好受近言，肆志奢淫，不知稼穑之艰难。华彦、孔顺皆奸佞小人也，信以为腹心；王脩等备官而已。然能接待宾客，慕名敬士。使妇弟领兵在内，至令草窃，市井而外，虏掠田野；别使两将募兵下县，有赂者见免，无者见取，贫弱者多，乃至於窜伏丘野之中，放兵捕索，如猎鸟兽。邑有万户者，著籍不盈数百，收赋纳税，参分不入一。招命贤士，不就；不趋赴军期，安居族党，亦不能罪也。」（《后汉书 ·卷七十四》）
- 毛宗岗：「彼袁氏者，绍与术既相左于前，谭与尚复相争于后，各自矛盾，以贻敌人之利，岂不重可惜哉！”“善处人骨肉之间者，其惟王脩乎！若执从父之见，则当以袁尚为嗣；若执立长之说，则当以袁谭为嗣。然使谭而能为泰伯，则尚可受之；谭而不能为泰伯，则尚不宜受之矣。使尚而能为叔齐，则谭可取之；尚而不能为叔齐，则谭不宜争之矣。故审配之助弟以攻兄者，非也；郭图之助兄以攻弟者，亦非也；惟王脩之言，为金玉之论云。」

## 艺术形象

### 三國演義
在演義的南皮之戰沒有關於曹純和虎豹騎的著墨，而袁譚在該戰役則是被曹洪斬殺在陣中。

### 影视
- 1994年《三国演义》：邓晓光饰演袁谭
- 2010年《三国》：柳龙饰演袁谭
- 2013年《新洛神》：马凯饰演袁谭
- 2014年《曹操》：陈又宁饰演袁谭

### 漫畫
- 《火鳳燎原》（陳某）：設定於官渡之戰篇時登場，負責領兵南下及和袁術合兵並打敗孔融、田楷等軍閥，在徐州的萬人塚分別遇上燎原火和張遼並被追殺，後得前往助陣之張郃解圍，其後因此失勢而被父親過繼於其亡伯父袁華，為了挽回局勢而命田豐侄兒田德引司馬懿（田德之昔同窗好友）協助。

## 延伸阅读
[在维基数据编辑]
 《後漢書·卷74下》，出自范晔《後漢書》